# Walddorf (Ukraine)
Koordinaten: 50° 0′ 21″ N, 23° 43′ 53″ O

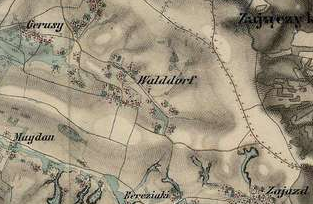
Walddorf auf der Franziszeischen Landesaufnahme um die Mitte des 19. Jahrhunderts

Walddorf (ukrainisch Вальддорф, polnisch Lasowce) ist eine ehemalige deutsche Ansiedlung in der westlichen Ukraine. Sie liegt etwa 28 Kilometer nordwestlich von Lwiw im Rajon Lwiw der Oblast Lwiw.
Die Kolonie in einem Wald der Rostotschtschja entstand im frühen 19. Jahrhundert durch deutsch-evangelische Siedler und zählte anfänglich 17 Gebäude mit 45 Einwohnern.
Im Jahre 1900 hatte die Gemeinde Walddorf 19 Häuser mit 119 Einwohnern, davon waren 94 Deutschsprachige, 24 Polnischsprachige, 10 griechisch-katholisch, 11 jüdischer Religion, 98 anderen Glaubens. Außerdem gab es über 50 Protestanten in Wiszenka, zu deren Katastralgemeinde gehörte auch Walddorf. Sie gehörten zur Pfarrei Hartfeld der Evangelischen Superintendentur A. B. Galizien.
Nach dem Ende des Polnisch-Ukrainischen Kriegs 1919 kam Walddorf zu Polen. Im Jahre 1921 hatte die Gemeinde Walddorf 22 Häuser mit 136 Einwohnern, davon waren 74 Ruthenen (Ukrainer), 62 Polen, 46 römisch-katholisch, 43 griechisch-katholisch, 31 evangelisch, 16 Juden (Religion).
Am 11. März 1939 wurde der Name Walddorf auf Lasowce geändert.
Im Zweiten Weltkrieg gehörte der Ort zunächst zur Sowjetunion und die deutschen Bewohner wurden 1940 infolge des Deutsch-Sowjetischen Grenz- und Freundschaftsvertrages umgesiedelt. Im gleichen Jahr wurde der Truppenübungsplatz Jaworiw gegründet. Am 13. Februar 1940 verabschiedete die UdSSR eine Resolution über die Räumung von 30 Dörfern, darunter von Walddorf, deren Fläche für die Erweiterung des Platzes benötigt wurde.